# Малоэлап (аэропорт)
Малоэлап — аэропорт, находящийся на атолле Малоэлап на Маршалловых Островах.

## История
В ходе второй мировой войны на месте нынешнего аэропорта располагалась японская база. Затем, в 1983 году аэропорт был вновь открыт для коммерческих рейсов.

## Инфраструктура
В аэропорту есть одна ВПП длиной 1067 метров и шириной 45,5 метра.
Полёты контролирует диспетчерский центр в Гонолулу.

## Авиакомпании и направления
Рейсы по 2 направлениям выполняет авиакомпания Air Marshall Islandes.
| Авиакомпания         | Направления |
| -------------------- | ----------- |
| Air Marshall Islands | Махуро, Аур |